# Wildpark Bad Mergentheim
Koordinaten: 49° 28′ 6″ N, 9° 47′ 49″ O
Der Wildpark Bad Mergentheim ist ein Wild- und Haustierpark in Bad Mergentheim im Main-Tauber-Kreis in Baden-Württemberg.

## Park

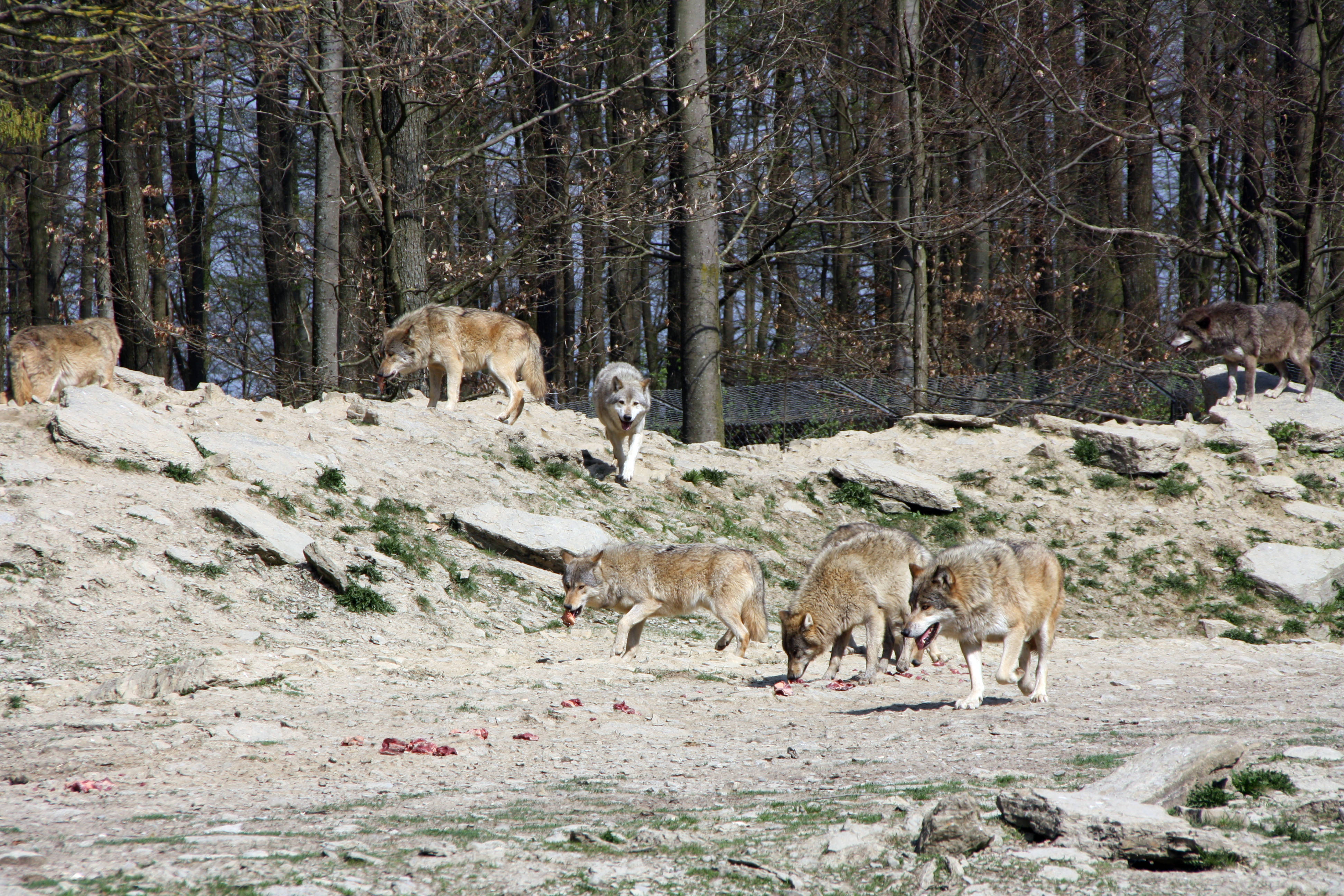
Das Wolfsrudel bei der Fütterung

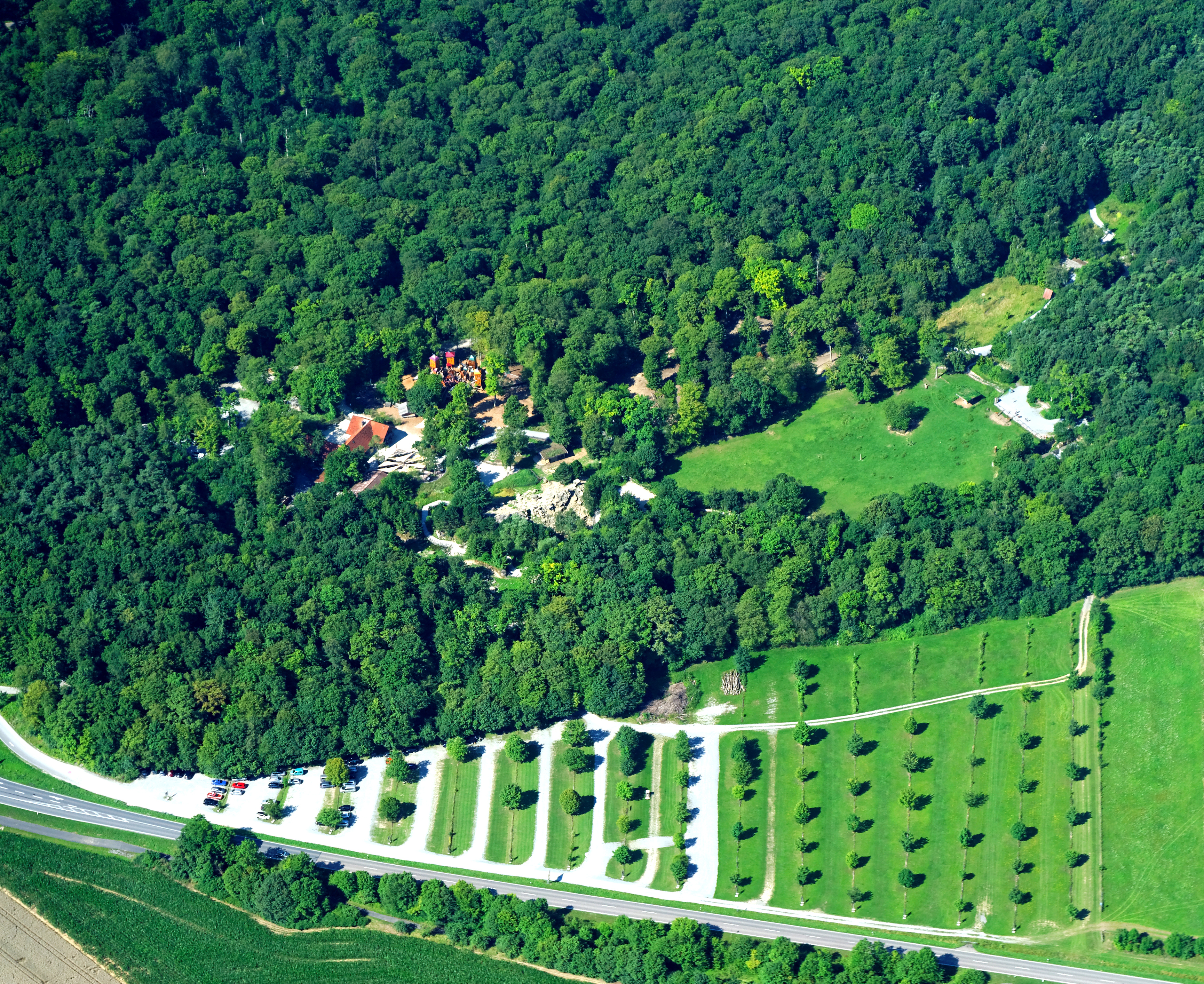
Der Wildpark Bad Mergentheim aus der Luft betrachtet (2014)

Der Park liegt auf einer Anhöhe im Wald etwa 1,5 Kilometer südöstlich von Bad Mergentheim an der B 290. Auf einer Geländefläche von rund 35 ha leben über 70 verschiedene in Europa heimische Tierarten wie Greifvögel, Luchse, Dam- und Rothirsche, Wisente, Wildschweine und Fischotter in weitgehend natürlichen Gehegen.
Mit bis zu 30 Tieren beherbergt der Wildpark das wahrscheinlich größte Wolfsrudel in Europa. Da Wölfe sehr scheu sind und Angst vor dem Menschen haben, halten sie sich in der Regel in ihrem weitläufigen Gehege versteckt.
Bei den zweimal am Tag stattfindenden Fütterungsrundgängen kann man das gesamte Wolfsrudel sehen. Bei der Fütterung werden alle Tiere eingehend erklärt und auf die natürliche Lebensumgebung hingewiesen. Zu sehen gibt es auch Flugvorführungen mit Tauben und Greifvögeln.
Eine Ausnahme in Wildparks ist die Biberanlage samt betretbarem Biberbau. In freier Wildbahn seltene Tierarten, wie die europäische Sumpfschildkröte, haben im Wildpark ebenfalls eine Heimat.
Ergänzt wird der Tierbestand durch einige Haustierformen. Interessant sind die Arbeitsvorführungen von Haus- und Nutztieren wie Hütehunden, Kaltblutpferden, Hauseseln, Hausziegen und Ochsengespannen, bei denen die althergebrachte Zusammenarbeit von Tieren und Menschen demonstriert wird. Daneben gibt es einen Spielbauernhof mit Streichelzoo.
Der Wildpark war Drehort für eine Folge der Zoo-Dokumentation Abenteuer Zoo, die am 22. Dezember 2004 im WDR ausgestrahlt wurde.

## Geschichte
Der Wildpark Bad Mergentheim wurde 1974 durch eine Privatinitiative gegründet. Seit den 1980er Jahren beherbergt der Wildpark ein Wolfsrudel. Im Jahr 2000 wurde der Park durch die Familie Rügamer übernommen und das Wildparkangebot in der Folge ausgebaut. Im September 2014 feierte man das 40-jährige Wildparkjubiläum mit einem Sommerfest. Am 23. Oktober des gleichen Jahres fand ein bundesweites Umweltbildungssymposium im Bad Mergentheimer Wildpark statt, bei dem Vertreter der Umweltakademie Baden-Württemberg, des Deutschen Wildgehegeverbandes, Vertreter von Wildparks, Zoos, Naturschutzorganisationen und Naturschutzbehörden unter dem Themenschwerpunkt „Wildpark, Tierpark, Zoo - außerschulische Lernorte zwischen Anspruch und Wirklichkeit“ im Fokus der Tier- und Naturvermittlung verschiedenste Bildungsthemen behandelten.

## Bilder von Tieren im Wildpark

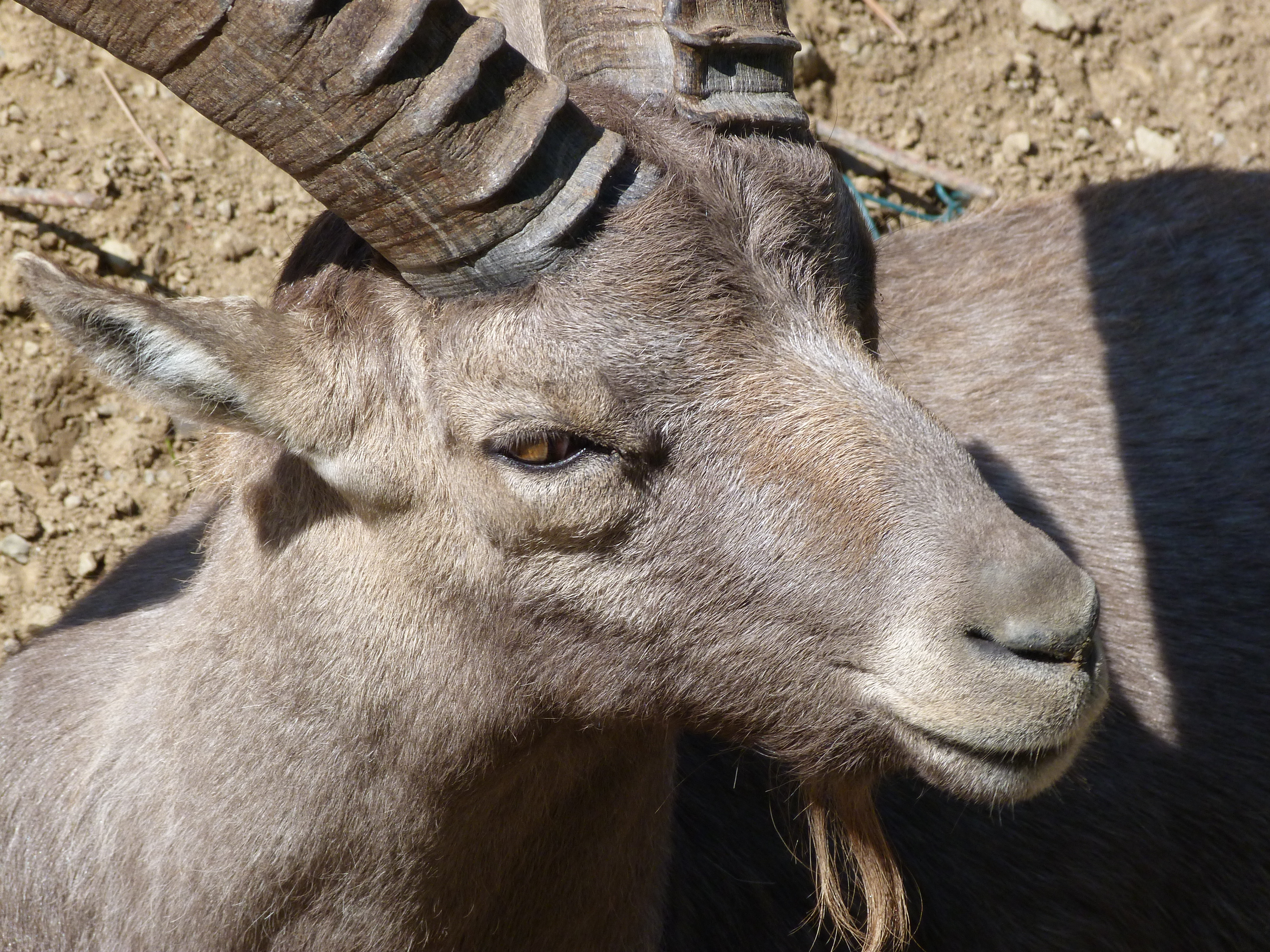
Steinbock
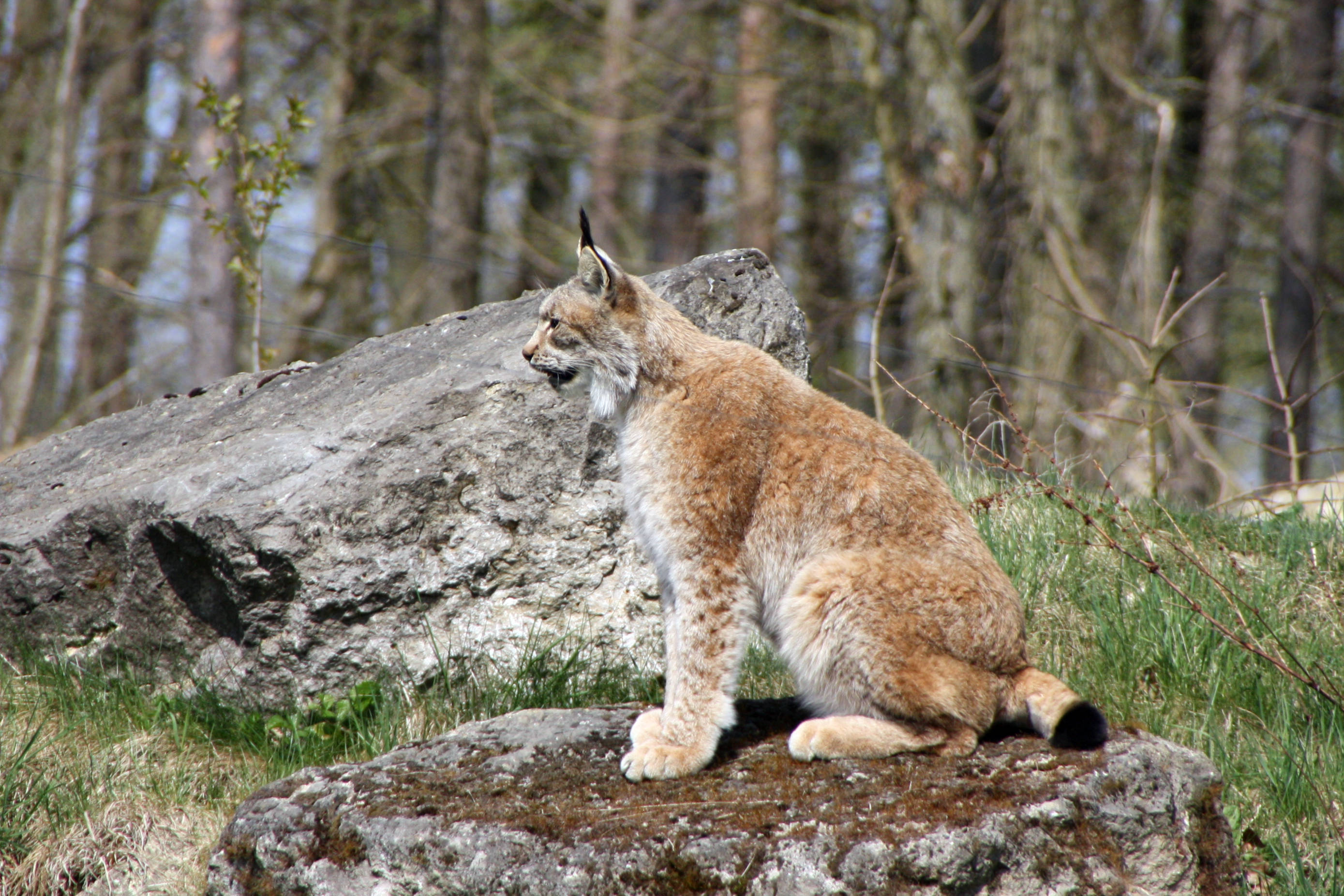
Luchs
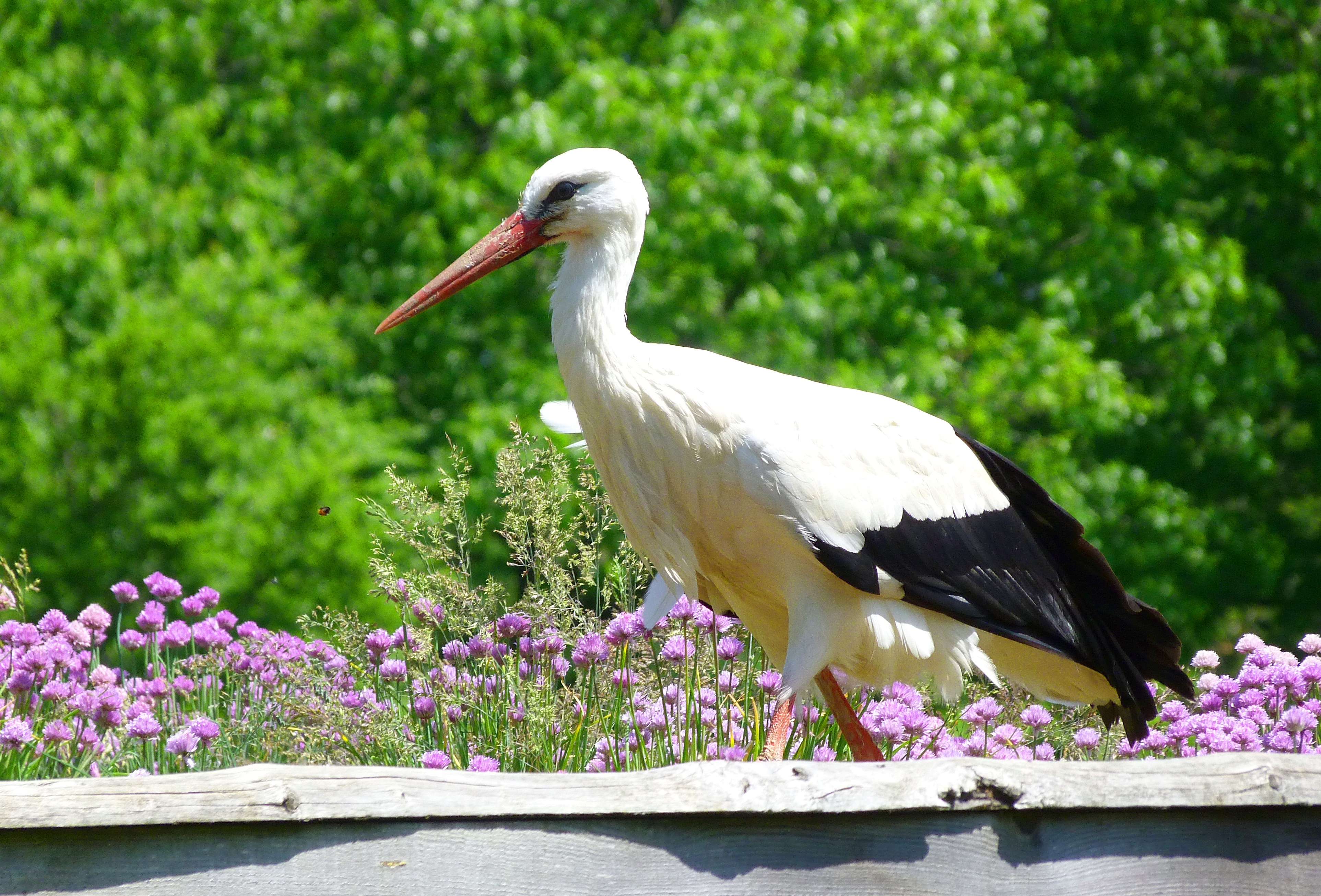
Storch
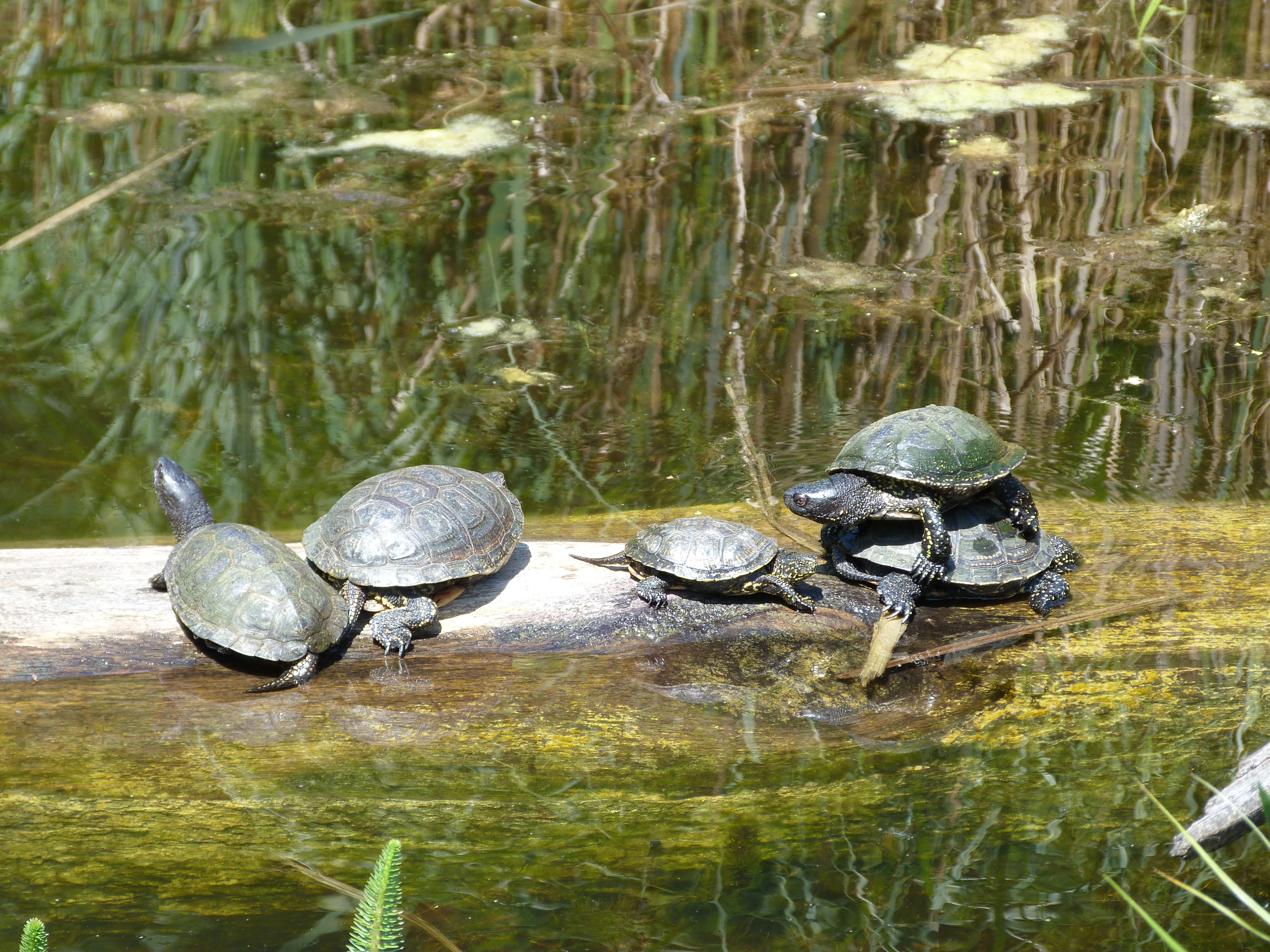
Schildkröten
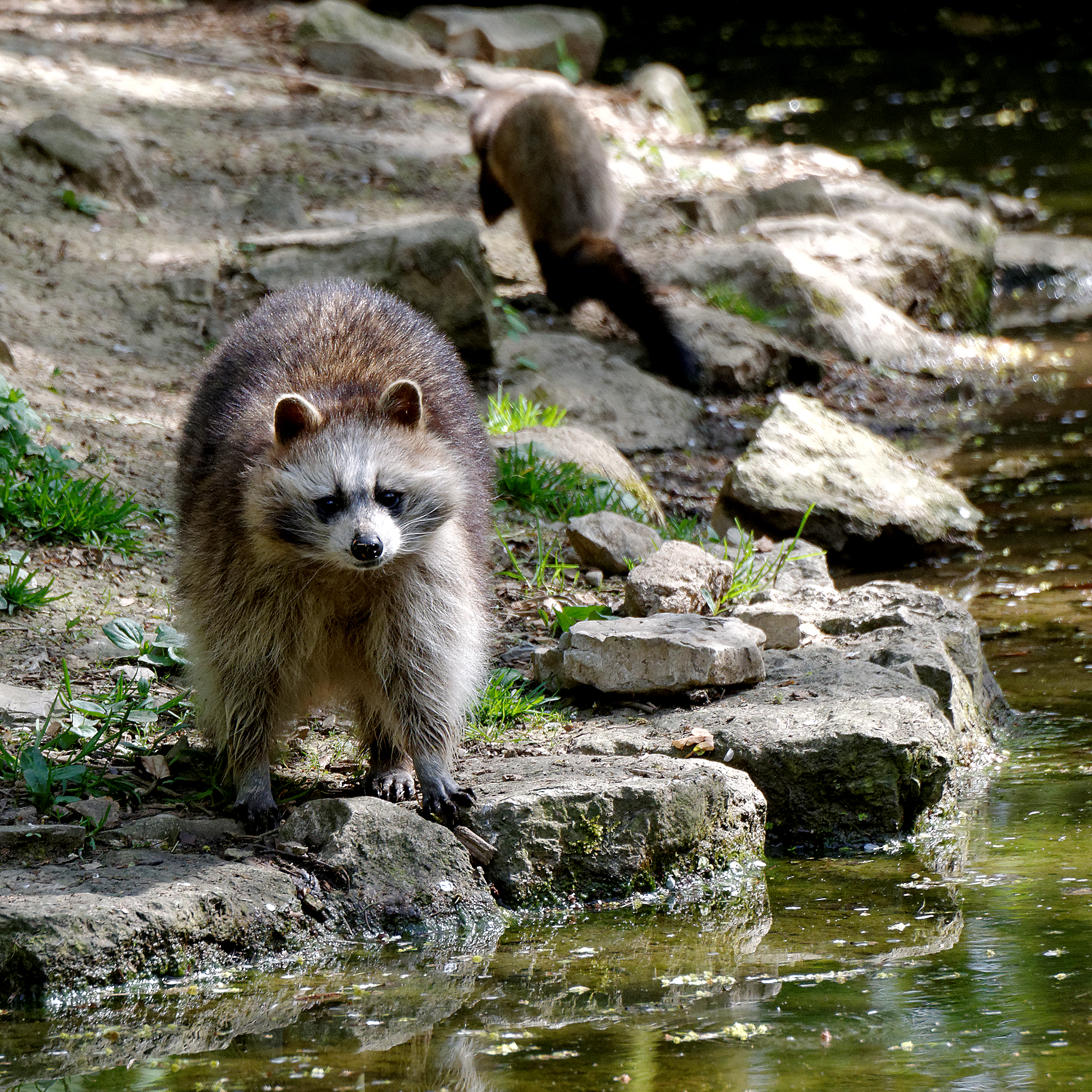
Waschbär
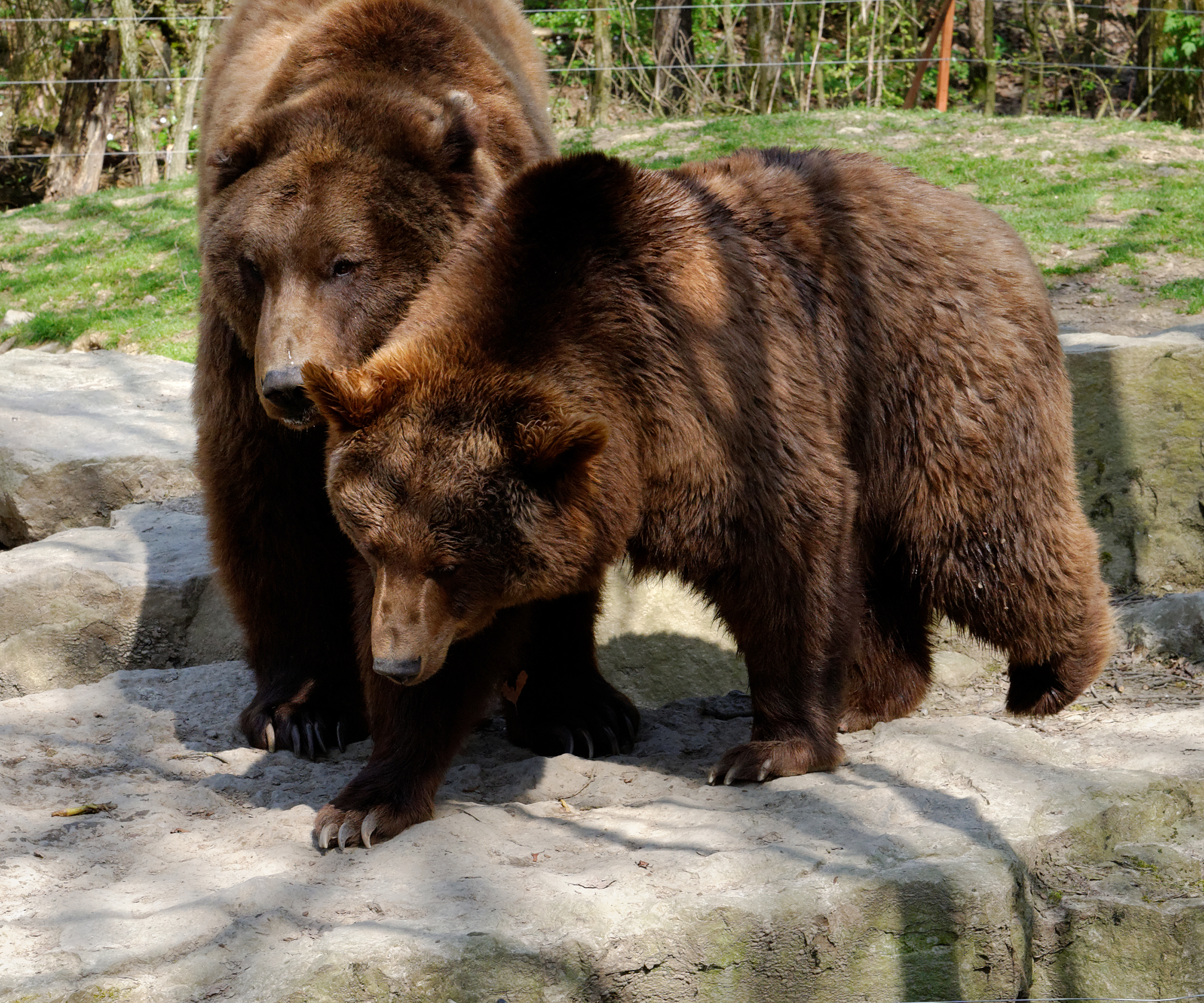
Braunbär
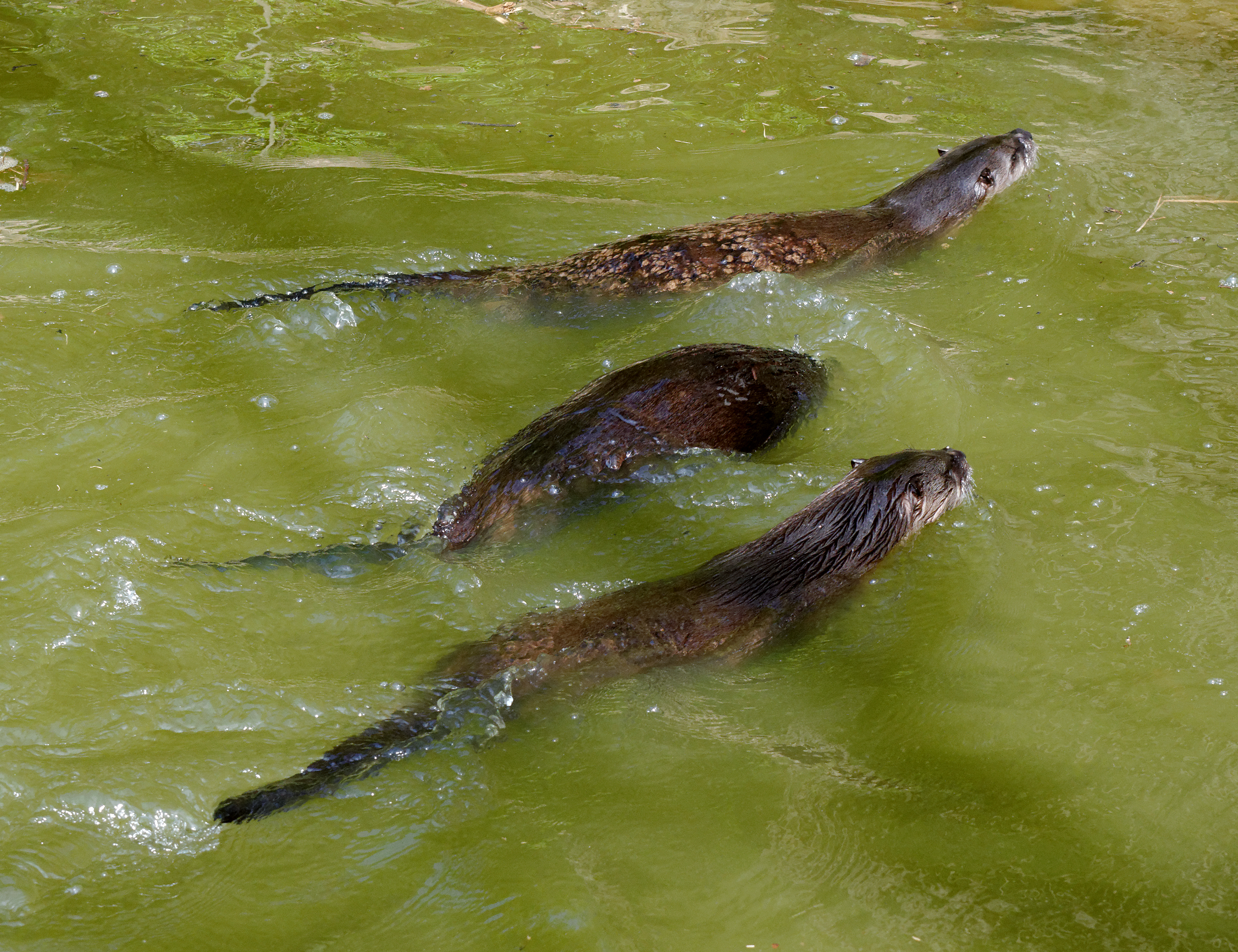
Fischotter
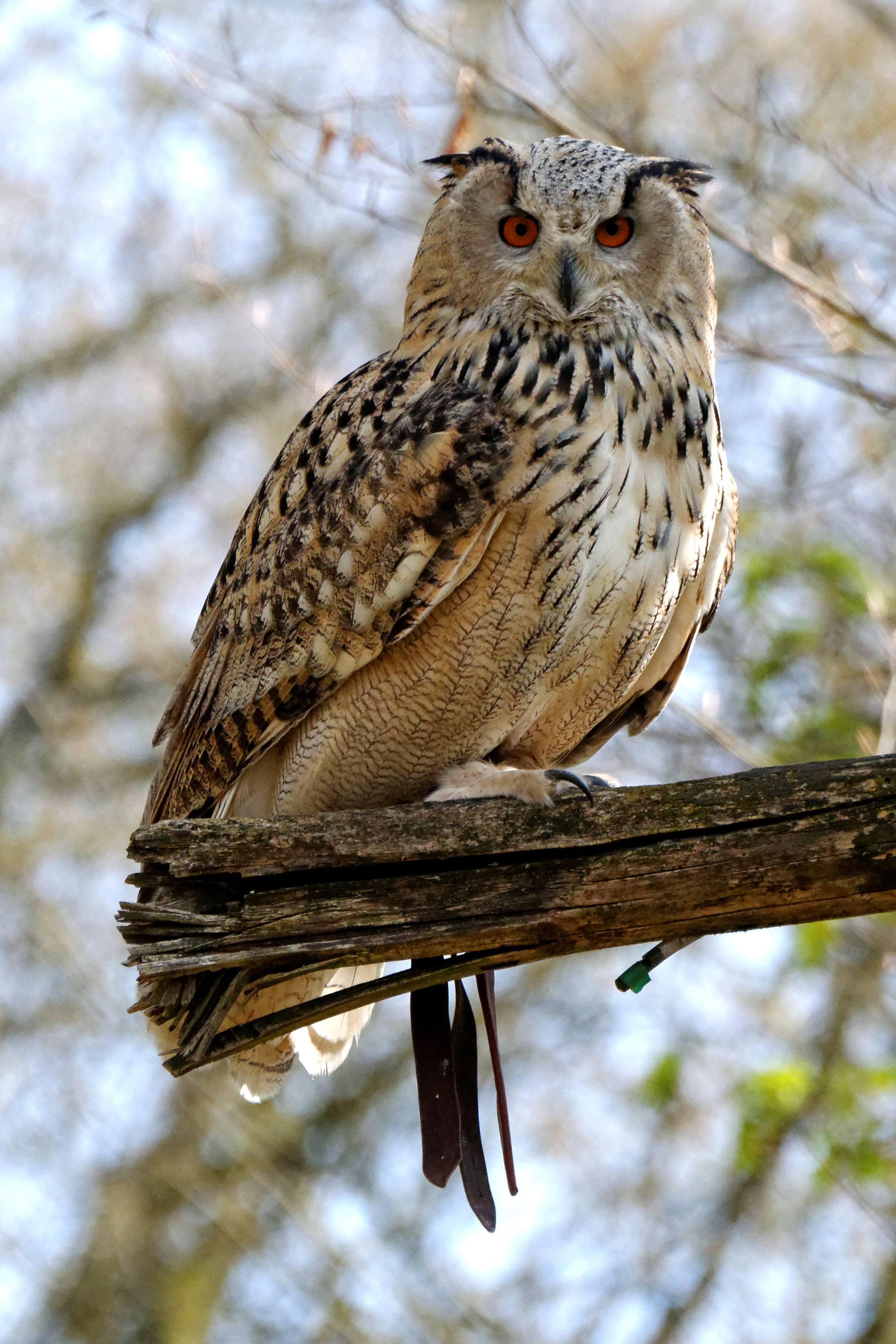
Uhu
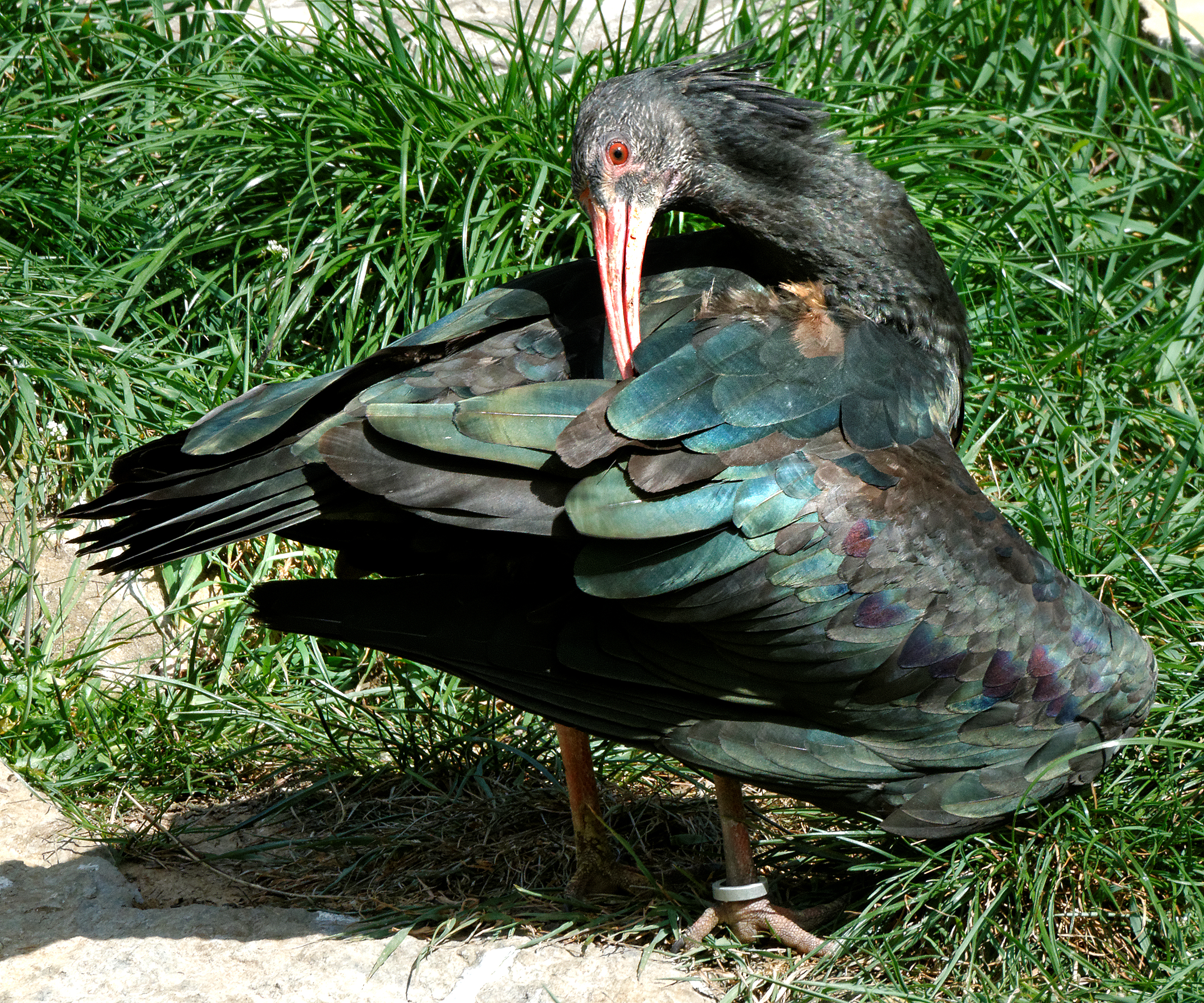
Waldrapp
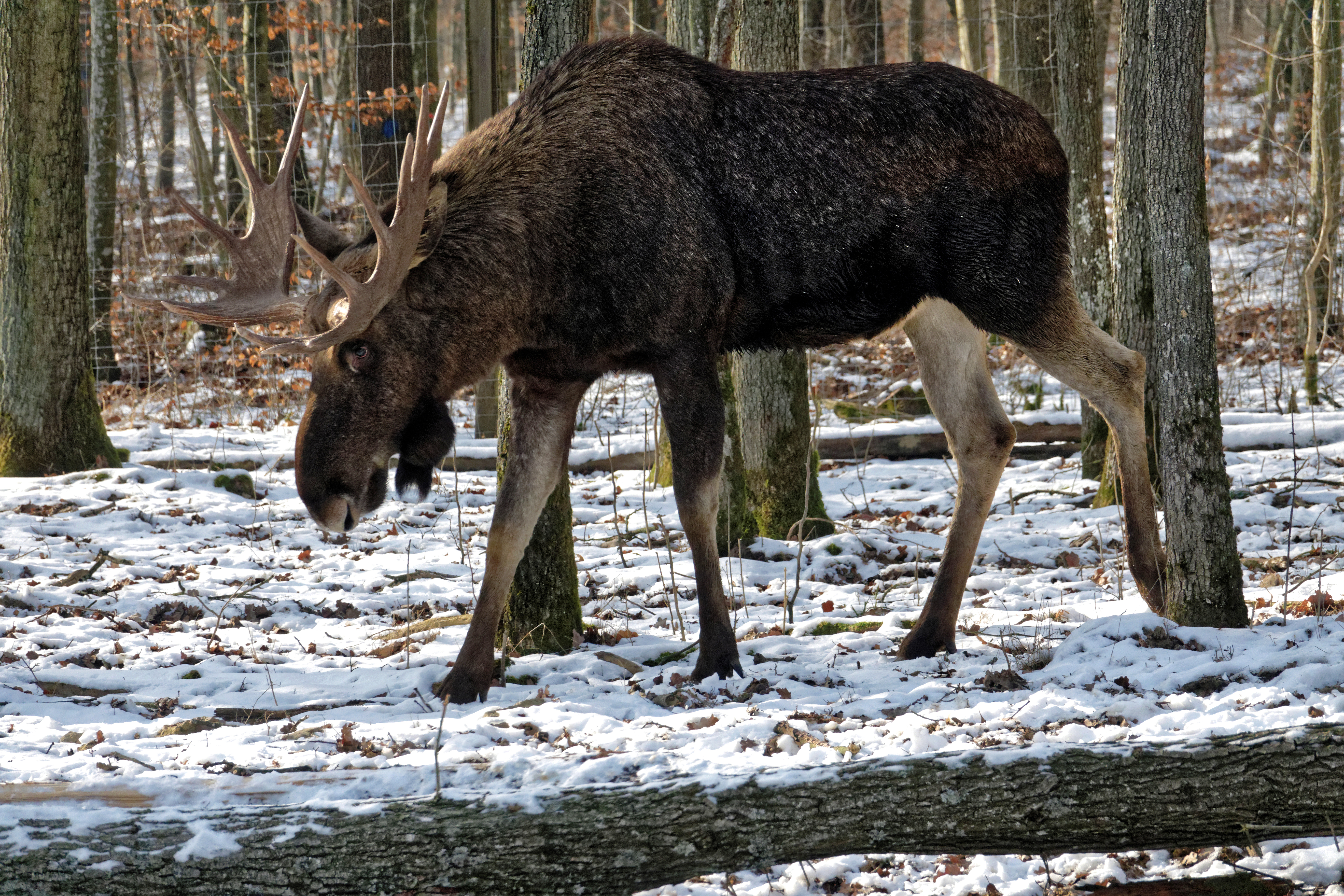
Elch
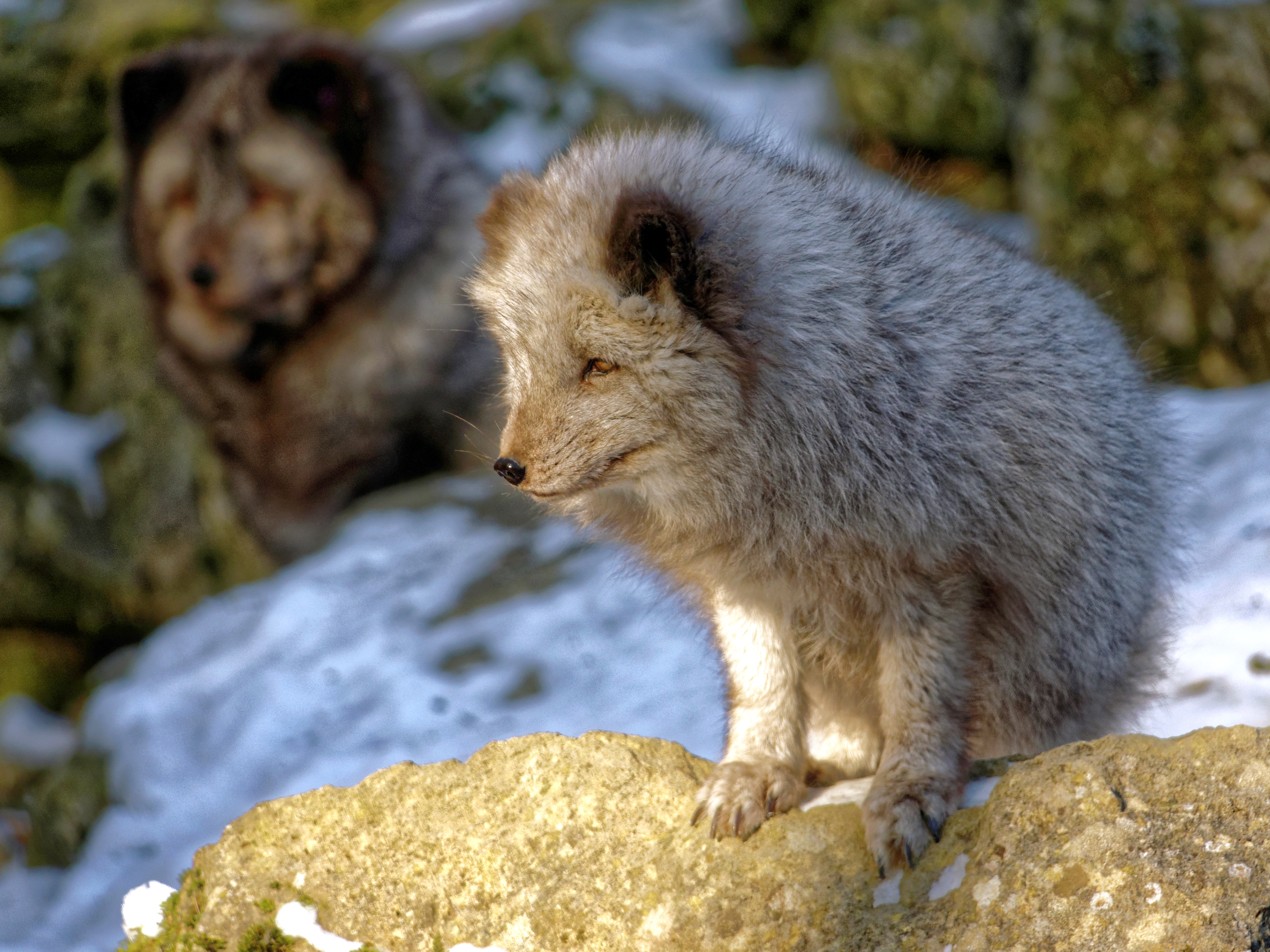
Polarfuchs
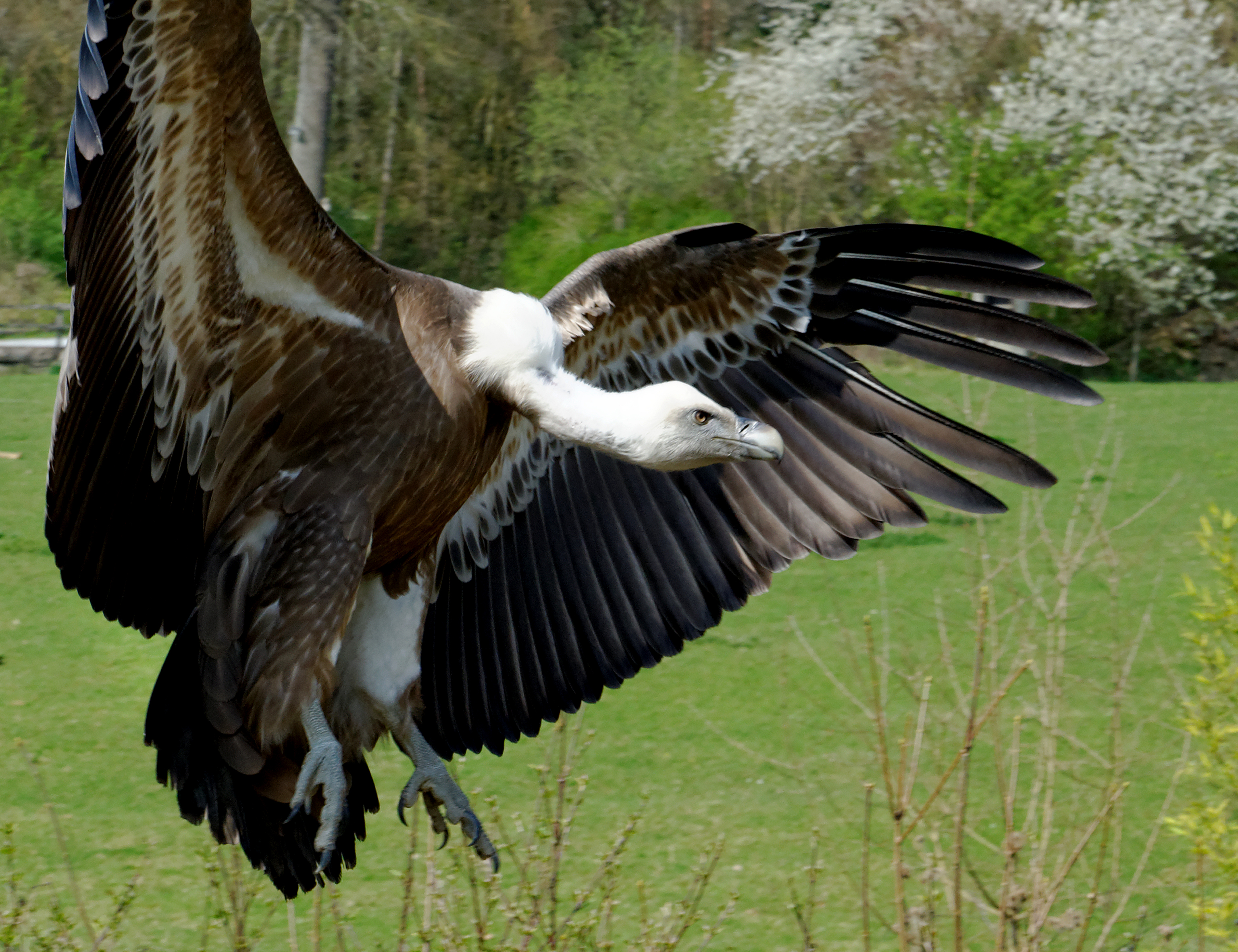
Geier
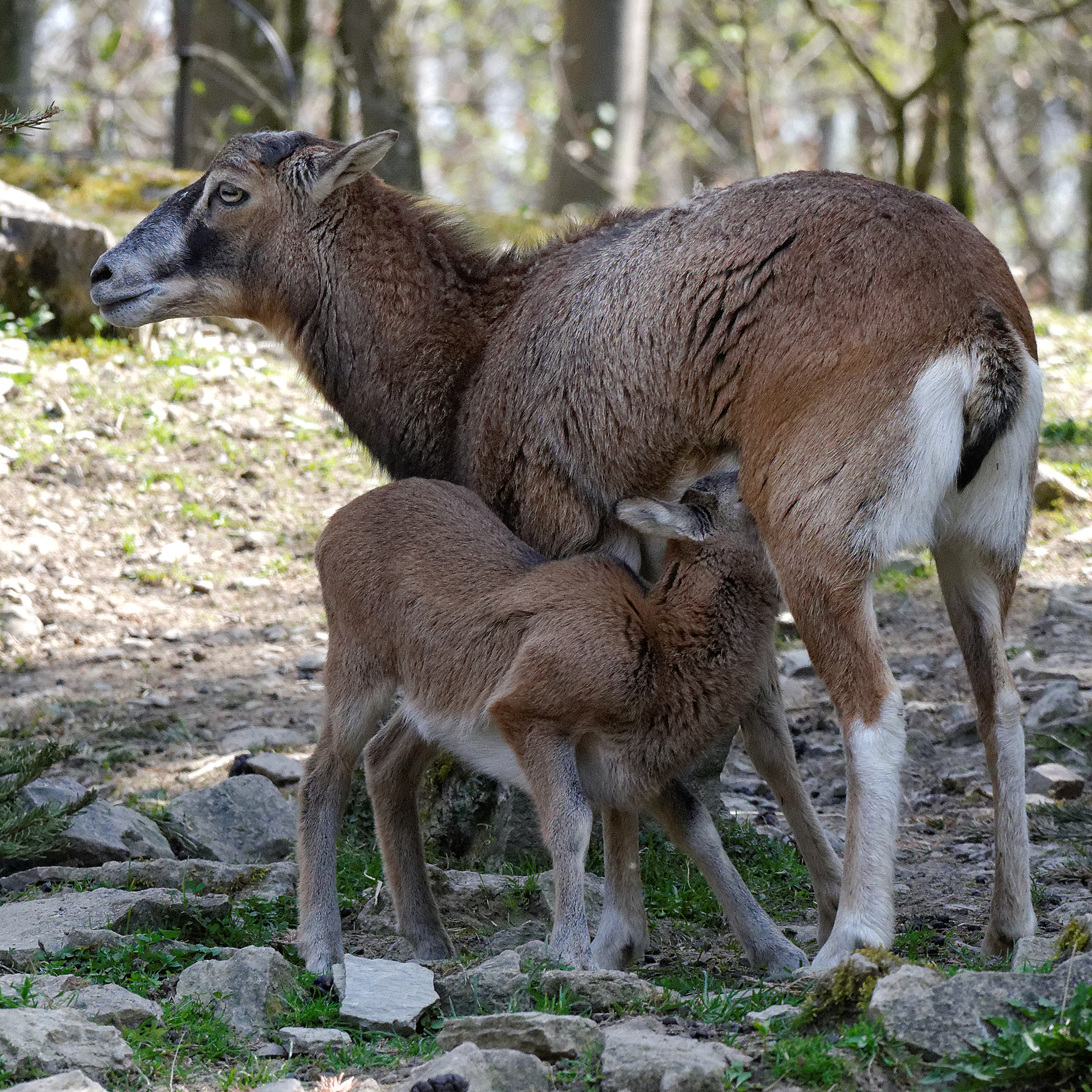
Mufflon
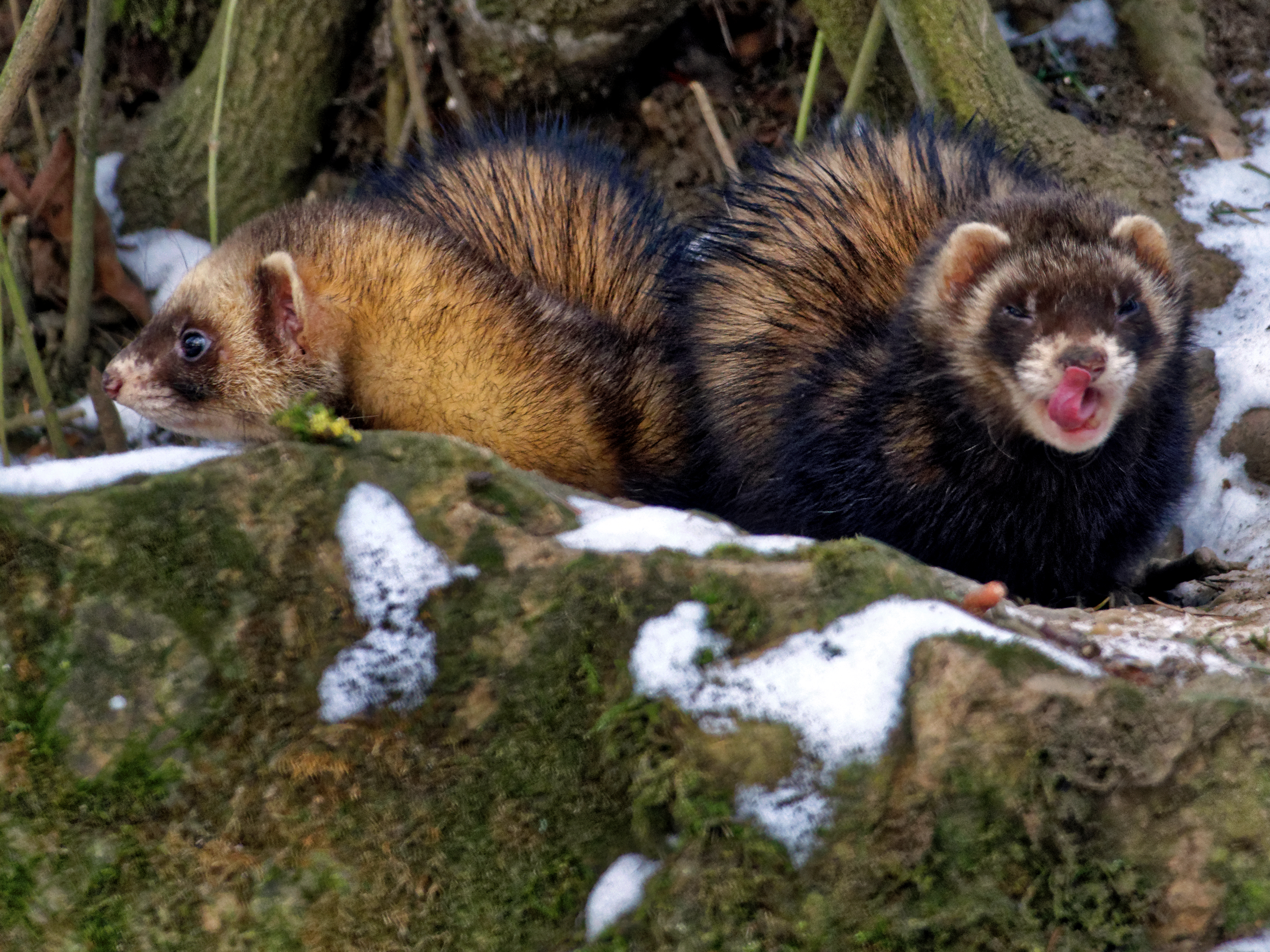
Frettchen
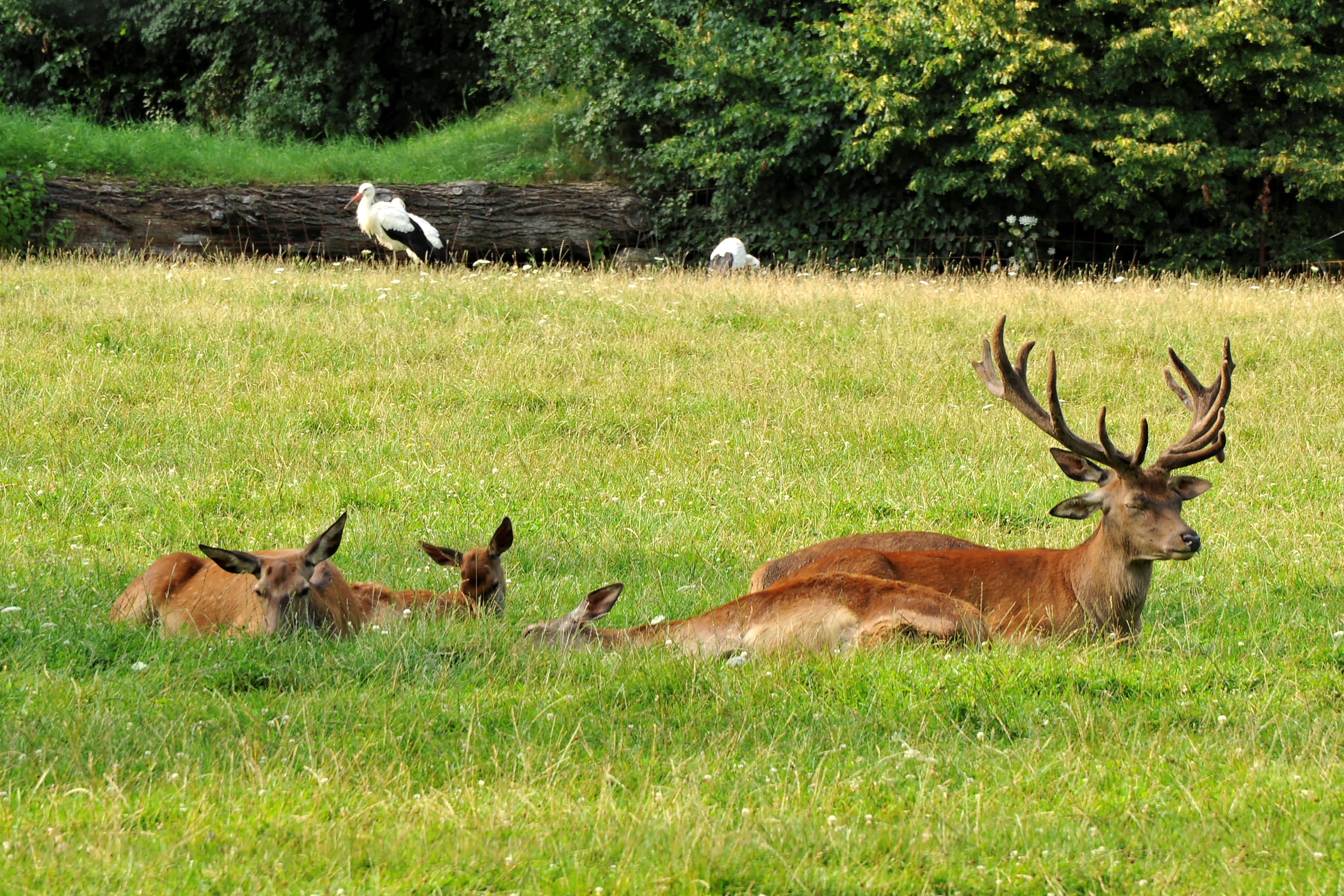
Rotwild
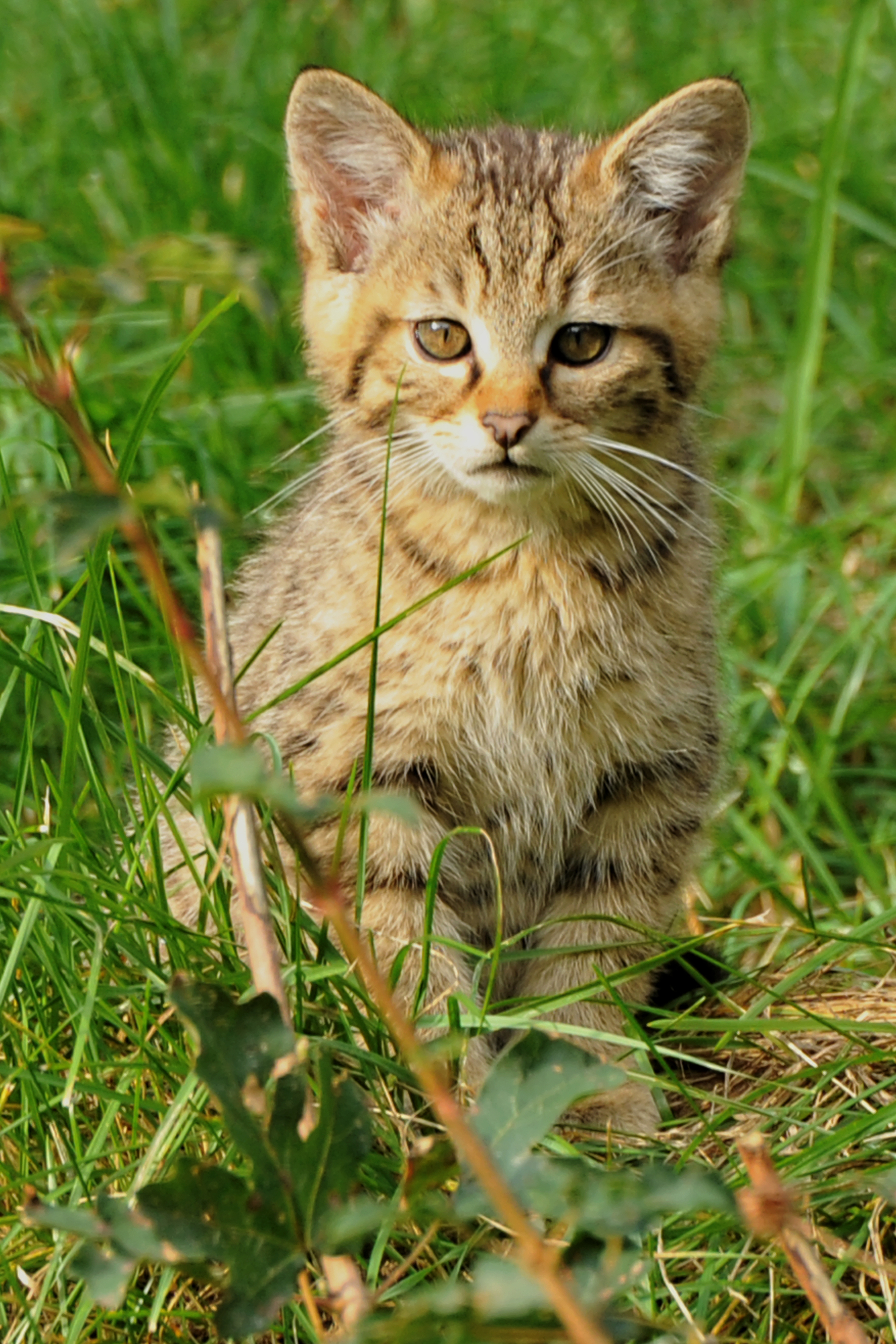
Wildkatze
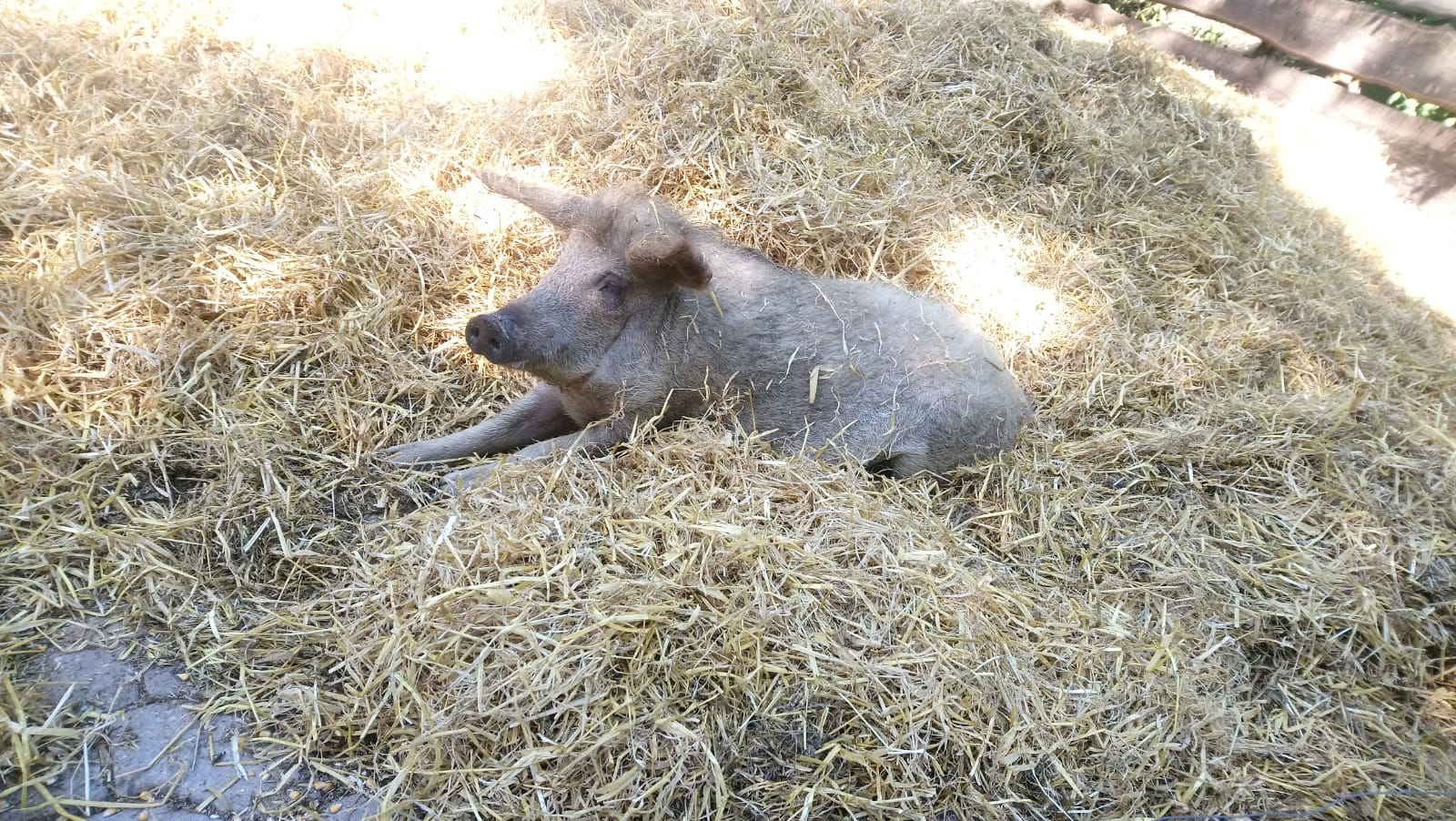
Wollschwein
Marderhund
Schwarzstorch

## Besonderheiten

### Wildparkkindergarten mit Waldschulheim
Durch die Ausgliederung des Waldschulheims in die WALDORADO GmbH Anfang 2022 bietet der Wildpark keinen eigenständigen Wildparkkindergarten mit Waldschulheim mehr an.
Der WALDORADO Waldkindergarten kann von Kindern der Stadt Bad Mergentheim besucht werden. Dort nimmt der Umgang mit den Tieren des Wildparks einen wesentlichen Aspekt ein. Deutschlandweit gibt es nur einen weiteren vergleichbaren Kindergarten, der unmittelbar an eine zoologische Einrichtung angegliedert ist.

### Koboldburg

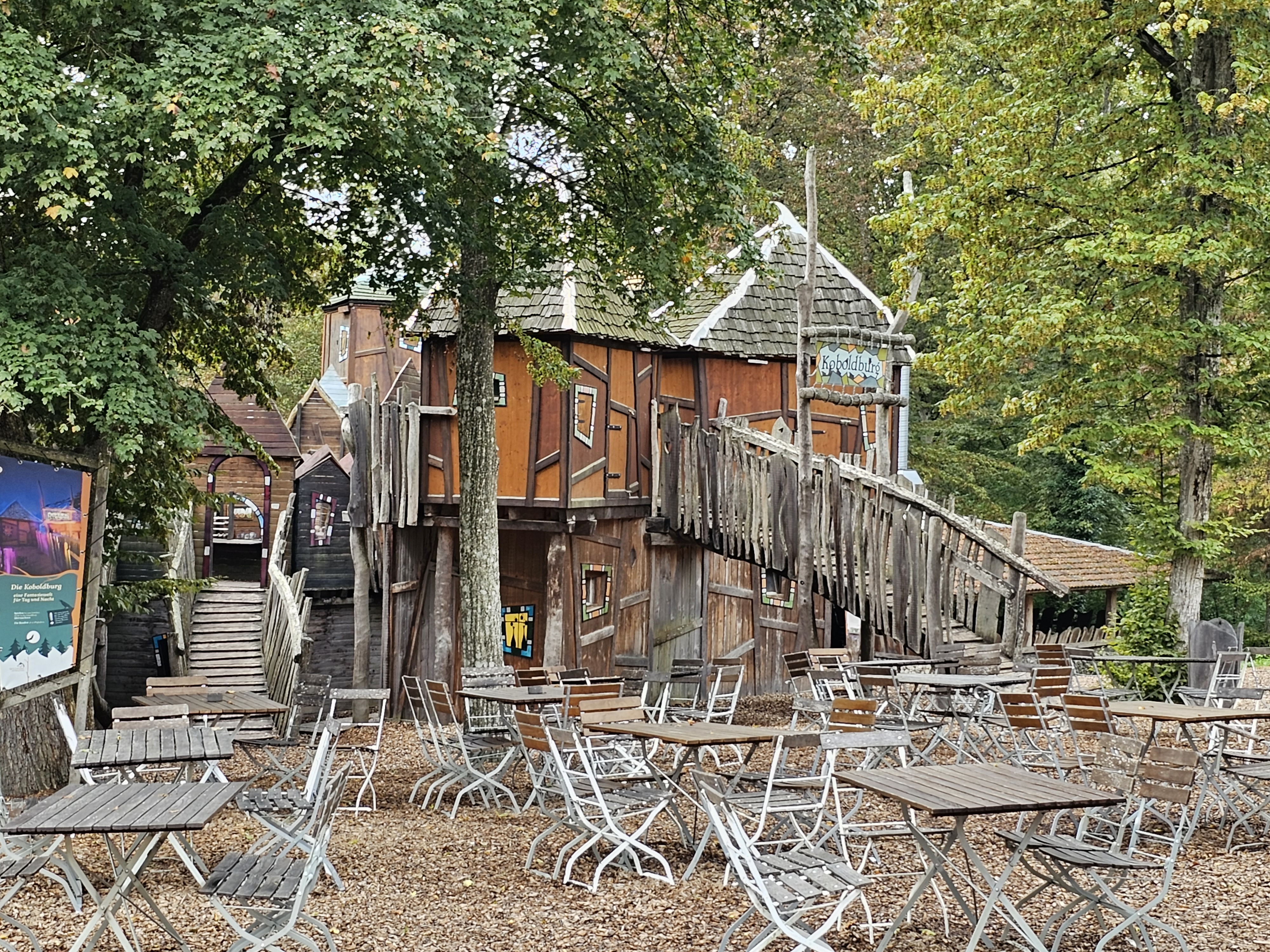
Die Koboldburg

Mit der „Koboldburg“ verfügt der Wildpark über ein deutschlandweit einmaliges Kinderdorf, das in Form einer Kletterburg auf mehreren Etagen eine Spiel- und Erlebniswelt mit Übernachtungsmöglichkeiten für Pfadfindergruppen und Schulklassen aufweist.